# Surveillance (pel·lícula de 2008)
Surveillance és una pel·lícula independent thriller estatunidenca del 2008 coescrita i dirigida per Jennifer Lynch i protagonitzada per Julia Ormond, Bill Pullman, Michael Ironside i French Stewart. La història està ambientada a les planes de Nebraska dels Estats Units. La pel·lícula es va estrenar "fora de competició" i va aparèixer en una franja de mitjanit al 61è Festival Internacional de Cinema de Canes. Surveillance és el segon llargmetratge de Lynch, després d'una pausa de quinze anys després de La meva obsessió per Helena.

## Argument
Una sèrie de morts violentes i la desaparició d'una dona jove porten els agents de l'FBI Hallaway (Bill Pullman) i Anderson (Julia Ormond) a una ciutat rural de Nebraska. Coneixen els tres supervivents d'un misteriós bany de sang; la jove Stephanie (Ryan Simpkins), l'addicte a la cocaïna Bobbi (Pell James) i l'oficial de policia malcriat Bennett (Kent Harper). Hallaway mira les respectives entrevistes del trio amb el capità Billings (Michael Ironside) i els oficials Wright (Charlie Newmark) i Degrasso (Gill Gayle), on expliquen la història del que els va portar allà:
D'una manera esbogerrada per passar el dia, l'oficial Bennett i el seu company, l'oficial Conrad (French Stewart) miren (tots dos ocults a la vista) i disparen els pneumàtics dels cotxes que circulen per una carretera del comtat aïllada, i després convencen els conductors dels seus pneumàtics van explotar com a conseqüència del seu excés de velocitat i després els amenacen. Ho fan a una parella jove i després els deixen anar.
Una mica més tard, Stephanie, que viatja de vacances amb la seva família, veu un cotxe (el de la parella) amb sang i l'explica a la seva mare inconscient (Cheri Oteri). Bobbi, consumint drogues amb el seu xicot Johnny (Mac Miller), és en un cotxe just darrere d'ells. En una parada de descans, ambdues noies s'assabenten que un parell d'assassins són responsables d'una sèrie d'assassinats i probablement de la desaparició de la dona. El padrastre de Stephanie, Steven (Hugh Dillon), suposadament accelera i Bennett dispara el pneumàtic del seu cotxe. Bobbi i Johnny estan a punt d'oferir ajuda, però els agents arriben i els assetgen a tots, fent que l'Steven li posi l'arma d'en Conrad a la boca i que en Bobbi li insulti en Johnny. Després de tot això, l'Stephanie explica als agents el cotxe sagnant que va veure abans. Els agents surten a investigar.
Steven es posa a treballar canviant el pneumàtic i en Bobbi surt a parlar amb la família de l'Stephanie, que se senten violades pels agents. Simultàniament, després de passar per davant d'una furgoneta blanca, Bennett i Conrad troben el cotxe que Stephanie va descriure més avall, amb indicis d'un altercat, i tornen cap a la furgoneta. La furgoneta entra a la part posterior del cotxe de Johnny, matant-lo a ell i a l'Steven. Al volant hi ha un mort i una persona viva, coberta amb una bossa negra, asseguda al seient del passatger de la furgoneta, a qui Bobbi intenta salvar. Bennett i Conrad tornen a l'escenari. En el caos, Conrad és assassinat i persones surten de la furgoneta amb màscares de goma, maten la mare i el germà de Stephanie i deixen inconscient a Bennett. Stephanie i Bobbi es refugien al cotxe de la policia.
Actualment, Hallaway i Anderson estan intentant esbrinar les coses quan es descobreixen cossos en un motel proper. Anderson porta a Wright i Degrasso a l'escena, deixant Hallaway amb Bobbi, Billings, Bennett i Stephanie, que xiuxiueja alguna cosa a l'orella d'Hallaway després que Anderson se'n va. Hallaway parla amb els altres tres, mentre que Degrasso descobreix fotos nus d'Anderson i Hallaway. Fullejant-los al seient del darrere d'Anderson, Degrasso se sorprèn de veure els agents amb el cos d'una dona morta. Abans que pugui reaccionar, Anderson mata a trets tant a Degrasso com a Wright, i després deixa els dos cossos a la vora de la carretera. Mentrestant, Hallaway revela que abans estava al bany de sang i revela que ell i Anderson són de fet els assassins. Hallaway mata Billings, i quan Anderson torna Bennett i Bobbi també són assassinats.
Un missatge telefònic deixat a la comissaria revela que els cossos del motel són els de la dona desapareguda i dos agents reals de l'FBI. Quan Anderson i Hallaway s'allunyen, veuen la Stephanie dempeus en un camp al costat de la carretera. Hallaway relata a Anderson que la nena va estar sempre amb ells, així que la va deixar lliure. Anderson li diu a Hallaway: "Crec que això és el més romàntic del món sencer". Stephanie observa com el seu vehicle desapareix a la distància.

## Repartiment
- Julia Ormond com Elizabeth Anderson
- Bill Pullman com a Sam Hallaway
- Pell James com a Bobbi Prescott
- Ryan Simpkins com Stephanie
- Michael Ironside com el capità Billings
- French Stewart com a oficial Jim Conrad
- Kent Harper com a oficial Jack Bennett
- Mac Miller com a Johnny
- Hugh Dillon com a pare
- Cheri Oteri com a mare
- Gill Gayle com a oficial Degrasso

## Producció
Es van processar diferents estocs de pel·lícula de diferents maneres per proporcionar els diferents estats d'ànim i perspectives que pertanyen als diferents personatges de la pel·lícula: el punt de vista dels dos agents de la policia local és to sèpia, per reflectir el seu poder, mentre que la sobresaturació es va utilitzar per a la parella il·lícita consumidora de drogues, i una representació "super nítida i súper clara" per a la jove.

## Recepció

### Resposta crítica
En general, les crítiques de la pel·lícula van ser diverses. El lloc web de l'agregador Rotten Tomatoes va informar d'una puntuació d'aprovació del 55% amb una puntuació mitjana de 5,19/10, basada en 76 ressenyes. El consens del lloc web diu: "Aquest psico-thriller fosc de Jennifer Lynch, és violent, agut i desconcertant, però no del gust de tothom". A Metacritic la pel·lícula va aconseguir una puntuació de 31 sobre 100 basada en 12 ressenyes, la qual cosa indica "crítiques generalment desfavorables".

### Reconeixements
L'octubre de 2008, la pel·lícula va guanyar Premi a la millor pel·lícula al XLI Festival Internacional de Cinema Fantàstic de Catalunya.
La pel·lícula va fer història al Festival de Cinema de Terror de la Ciutat de Nova York quan Jennifer Lynch es va convertir en la primera dona a guanyar el premi al millor director i Ryan Simpkins es va convertir en la primera nena va guanyar el premi a la millor actriu al festival.